# Norra Basterudstjärnen
Norra Basterudstjärnen är en sjö i Säffle kommun i Värmland och ingår i Göta älvs huvudavrinningsområde. Sjön har en area på 0,164 kvadratkilometer och ligger 195,6 meter över havet.

## Delavrinningsområde
Norra Basterudstjärnen ingår i det delavrinningsområde (658633-132167) som SMHI kallar för Inloppet i Vargsjön. Medelhöjden är 208 meter över havet och ytan är 18,99 kvadratkilometer. Det finns inga avrinningsområden uppströms utan avrinningsområdet är högsta punkten. Gullsjöälven (Åtorpsälven) som avvattnar avrinningsområdet har biflödesordning 4, vilket innebär att vattnet flödar genom totalt 4 vattendrag innan det når havet efter 242 kilometer. Avrinningsområdet består mestadels av skog (89 procent). Avrinningsområdet har 1,93 kvadratkilometer vattenytor vilket ger det en sjöprocent på 10,2 procent.